# Capelin (U-Boot)
Die USS Capelin (SS-289) war ein U-Boot der Balao-Klasse und wurde von der United States Navy während des Zweiten Weltkriegs auf dem pazifischen Kriegsschauplatz eingesetzt.

## Technik und Bewaffnung
Die Capelin war ein diesel-elektrisches Patrouillen-U-Boot der Balao-Klasse. Die Balao-Klasse wurde gegenüber der Gato-Klasse nur geringfügig verbessert und war wie jene für lange offensive Patrouillenfahrten im Pazifik ausgelegt. Insbesondere die Tauchtiefe wurde, basierend auf den Erfahrungen während des Krieges gegen Japan, vergrößert und der Innenraum verbessert. Äußerlich und in ihren Dimensionen glichen sich die Boote beider Klassen weitgehend.

### Technik
Die Capelin war 95 Meter lang und 8,3 Meter breit, der Tiefgang betrug maximal 5,1 Meter. Aufgetaucht verdrängte sie 1526 ts, getaucht 2424 ts. Der Antrieb erfolgte durch vier 16-Zylinder-Dieselmotoren von General Motors, Modell 16-278A, die je 1000 kW Leistung hatten. Unter Wasser wurde das U-Boot durch vier Elektromotoren mit insgesamt 2740 PS angetrieben, die ihre Energie aus zwei 126-zelligen Akkumulatoren bezogen. Die Motoren gaben ihre Leistung über ein Getriebe an zwei Wellen mit je einer Schraube ab. Die Geschwindigkeit betrug aufgetaucht maximal 20,25 Knoten, getaucht schaffte die Bowfin noch 8,75 Knoten. Die mögliche Tauchzeit betrug 48 Stunden, die maximale Konstruktionstauchtiefe lag bei 120 Metern. In den Treibstofftanks konnten 440 Kubikmeter Dieselkraftstoff gebunkert werden, damit hatte das Boot einen Fahrbereich von 11.000 Seemeilen bei 10 Knoten.

### Bewaffnung
Die Hauptbewaffnung bestand aus zehn 533-mm-Torpedorohren, sechs im Bug, vier achtern, für die sich 24 Torpedos an Bord befanden. Vor dem Turm war ein 4-Zoll-Deckgeschütz angebracht. Auf dem Wintergarten waren zwei 12,7-mm-Maschinengewehre und eine 40-mm-FlaK untergebracht. Zur Ortung feindlicher Schiffe verfügte die Capelin über ein JK/QC- und ein QB-Sonar unter dem Bug, an Deck waren JP-Hydrophone installiert. Am ausfahrbaren Elektronikmast war ein SD-Radar mit 20 Seemeilen Aufklärungsreichweite zur Ortung feindlicher Flugzeuge angebracht, zusätzlich verfügten das U-Boot über ein SJ-Oberflächensuchradar mit etwa zwölf Seemeilen Reichweite. Im getauchten Zustand konnte über das am Periskop angebrachte ST-Radar mit acht Seemeilen Reichweite ebenfalls eine Ortung feindlicher Schiffe erfolgen.

## Geschichte
Das U-Boot wurde am 14. September 1942 bei der Portsmouth Navy Yard auf Kiel gelegt. Von Mrs I. C. Bogard auf den Namen Capelin getauft, dem englischen Namen für die Lodde (auch Kapelan), lief das U-Boot am 20. Januar 1943 vom Stapel und wurde nach der Fertigstellung und ersten Probefahrten am 4. Juni 1943 in Dienst gestellt. Den Befehl über die Capelin erhielt Lieutenant Commander E. E. Marshall.
Nach der Indienststellung verlegte die Capelin im Sommer 1943 von der Ostküste der Vereinigten Staaten in den Südpazifik, wo sie am 3. September in Brisbane an der Ostküste Australiens einlief. Sie wurde dort den U-Boot-Streitkräften im Südwestpazifik eingegliedert und startete alsbald ihre erste Feindfahrt in japanisch kontrollierte Gewässer Südostasiens. Ihre erste Mission führte die Capelin zunächst in die Molukkensee, von dort in die Floressee und weiter in die Bandasee. Auf dieser Patrouillenfahrt konnte das U-Boot am 11. November 1943 nahe der Molukken-Insel Ambon das japanische Frachtschiff Kunitama Maru torpedieren und versenken. Dies blieb der einzige bestätigte Erfolg der Capelin.
Nachdem sie bereits am 15. November wegen technischer Probleme nach Darwin zurückgekehrt war, wurden in nur 48 Stunden alle Reparaturen durchgeführt. Bereits am 17. November stach die Capelin erneut in See. Ihre zweite Feindfahrt sollte ihre letzte werden. Vom Tage ihres Auslaufens an hörte man nie wieder von dem Boot, obwohl man es sogar namentlich unter Bruch der Funkstille anfunkte. Wann und wo das Boot genau unterging, und unter welchen Umständen es verloren ging, konnte trotz Zuhilfenahme japanischer Quellen nach dem Krieg nicht eindeutig geklärt werden, so dass das Schiff zu den aus unbekannter Ursache verloren gegangenen Einheiten der US Navy gezählt wird. Möglicherweise fiel Capelin einem japanischen Zerstörerangriff am 23. November 1943 nahe der Insel Halmahera zum Opfer, nachdem von ihr der Frachter Kizan Maru versenkt wurde. Der Angreifer hatte Wasserbomben auf ein vermutetes amerikanisches U-Boot geworfen und anschließend ölverfärbtes Wasser, Holzsplitter, Kork und weitere Hinweise auf ein möglicherweise zerstörtes U-Boot beobachtet. Bei dem U-Boot könnte es sich um die Capelin gehandelt haben. Im Operationsgebiet existierten zudem japanische Minenfelder, die ebenfalls als Ursache für ihren Verlust in Frage kommen.
Mit der Capelin ging ihre gesamte 76 (78) Mann starke Besatzung unter.
Für ihre erste Feindfahrt erhielt die Capelin einen Battle Star.